# Bethel (Contea di Armstrong, Pennsylvania)
Bethel  è una township degli Stati Uniti d'America, nella contea di Armstrong nello Stato della Pennsylvania. Secondo il censimento del 2000 la popolazione è di 1.290 abitanti.

## Società

### Evoluzione demografica
La composizione etnica vede una prevalenza di quella bianca (99.53%), seguita quella afroamericana (0,23%), dati del 2000.
| township di Bethel Popolazione |       |
| 2000                           | 1.290 |
| Stima al 01-07-07              | 1.213 |